# Chaliopsis junodi
Chaliopsis junodi is een vlinder uit de familie van de zakjesdragers (Psychidae). De wetenschappelijke naam van deze soort is voor het eerst voorgesteld als Eumeta junodi door Franciscus J. M. Heylaerts in een publicatie uit 1890.
De soort komt in vrijwel geheel tropisch Afrika voor.